# Белтер (Квебек)
Белтер (фр. Belleterre) је град у Канади у покрајини Квебек. Према резултатима пописа 2011. у граду је живело 298 становника.

## Становништво
Према резултатима пописа становништва из 2011. у граду је живело 298 становника, што је за 14,9% мање у односу на попис из 2006. када је регистровано 350 житеља.
| 2006. | 2011. |
| ----- | ----- |
| 350   | 298   |